# フェニルアセチルCoAデヒドロゲナーゼ
フェニルアセチルCoAデヒドロゲナーゼ（Phenylacetyl-CoA dehydrogenase）は、フェニルアラニン代謝酵素の一つで、次の化学反応を触媒する酸化還元酵素である。
フェニルアセチルCoA + H2O + 2 キノン {\displaystyle \rightleftharpoons } フェニルグリオキシリルCoA + 2 キノール
この酵素の基質はフェニルアセチルCoA、H2O とキノンで、生成物はフェニルグリオキシリルCoAとキノールである。
この酵素は酸化還元酵素に属し、キノンまたはその類似化合物を受容体としてCH基またはCH2基に特異的に作用する。組織名はphenylacetyl-CoA:quinone oxidoreductaseで、別名にphenylacetyl-CoA:acceptor oxidoreductaseがある。